# Kuikkojärvi
Kuikkojärvi är en sjö i kommunerna Leppävirta och Heinävesi i landskapen Norra Savolax och Södra Savolax i Finland. Sjön ligger 96,5 meter över havet. Den är 18,02 meter djup. Arean är 2,2 kvadratkilometer och strandlinjen är 28,23 kilometer lång. Sjön  ingår i Vuoksens huvudavrinningsområde.   Den ligger omkring 51 kilometer sydöst om Kuopio, omkring 110 kilometer nordöst om S:t Michel och omkring 320 kilometer nordöst om Helsingfors. 
I sjön finns öarna Pääskysaari, Tallisaaret, och Pajasaari. 